# 캠벨군 (와이오밍주)

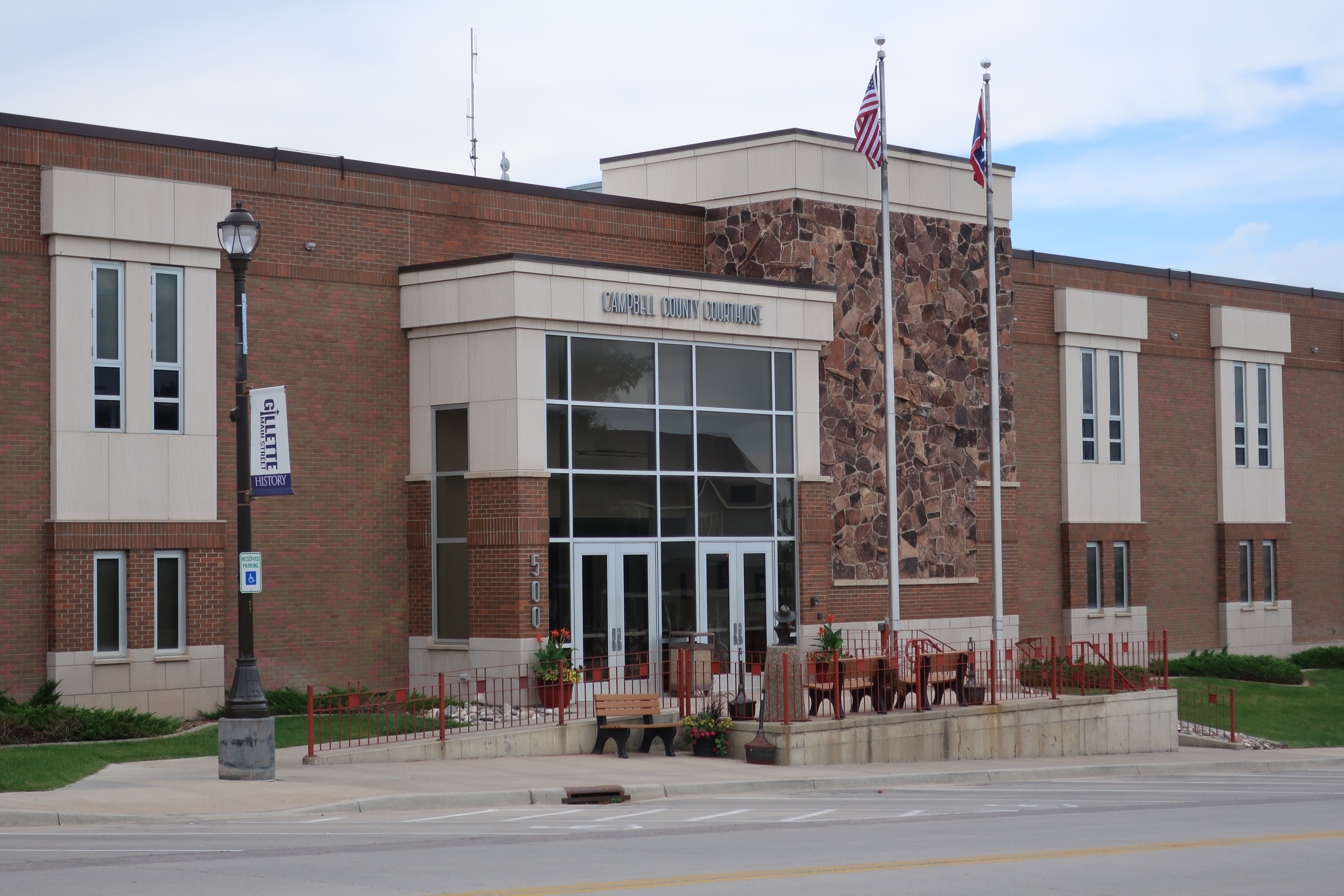

캠벨군 또는 캠벨 카운티(Campbell County)는 미국 와이오밍주에 위치한 군이다. 2010년 기준으로 이 지역의 인구 수는 총 46,133명이다. 2019년 추산으로 이 지역의 총 인구 수는 46,341명이다.

## 인구
| 인구조사                                | 인구   | Note  | %±     |
| --------------------------------------- | ------ | ----- | ------ |
| 1920년                                  | 5,233  |       | —      |
| 1930년                                  | 6,720  |       | 28.4%  |
| 1940년                                  | 6,048  |       | −10.0% |
| 1950년                                  | 4,839  |       | −20.0% |
| 1960년                                  | 5,861  |       | 21.1%  |
| 1970년                                  | 12,957 |       | 121.1% |
| 1980년                                  | 24,367 |       | 88.1%  |
| 1990년                                  | 29,370 |       | 20.5%  |
| 2000년                                  | 33,698 |       | 14.7%  |
| 2010년                                  | 46,133 |       | 36.9%  |
| 2019 (추산)                             | 46,341 | [ 1 ] | 0.5%   |
| US Decennial Census 1870–2000 2010–2016 |        |       |        |

## 같이 보기
- 와이오밍주